# Gobierno estatal del Estado Libre de Sajonia
El Gobierno estatal del Estado Libre de Sajonia (en alemán, Staatsregierung des Freistaates Sachsen) es la institución de carácter ejecutivo en que se organiza el gobierno estatal del estado federado de Estado Libre de Sajonia (Alemania). La ley que regulaba las funciones del ejecutivo data de 1990, pero fue modificada en el año 2000, siendo publicada el 4 de julio del mismo año.
El gobierno está formado por el Ministro-Presidente, quien encabeza el poder ejecutivo, y los ministros estatales, que son nombrados por el jefe del ejecutivo. El Ministro-Presidente establece las directrices de la política gubernamental y es responsable de ellas (lo que se conoce como la autoridad política). Dentro de las directrices establecidas, los ministros gestionan de manera independiente el área de responsabilidad que les ha sido asignada (el ministerio correspondiente). El gobierno estatal opera de acuerdo con normas de procedimiento. En caso de empate en el consejo de ministros el jefe del ejecutivo tiene el voto de desempate.
El Ministro-Presidente es elegido por la mayoría del Parlamento Regional Sajón, pudiendo ser elegido en las dos primeras rondas por mayoría absoluta de la cámara y en la tercera por mayoría simple, con más votos a favor que en contra. En caso de no obtener ninguna de las dos mayorías, se procederá a la búsqueda de un nuevo candidato.

## Listado de Ministros-presidentes desde 1990
| Legislatura     | Gobierno       | N.º | Fotografía               | Ministro-Presidente del Gobierno estatal de Mecklemburgo-Pomerania Occidental | Inicio del mandato      | Fin del mandato          | Duración del mandato      |
| --------------- | -------------- | --- | ------------------------ | ----------------------------------------------------------------------------- | ----------------------- | ------------------------ | ------------------------- |
| I (1990-1994)   | Biedenkopf I   | 1.° |                          | Kurt Biedenkopf                                                               | 27 de octubre de 1990   | 6 de octubre de 1994     | 11 años, 6 meses y 6 días |
| II (1994-1999)  | Biedenkopf II  | 1.° | 6 de octubre de 1994     | Kurt Biedenkopf                                                               | 27 de octubre de 1999   |                          | 11 años, 6 meses y 6 días |
| III (1999-2004) | Biedenkopf III | 1.° | 27 de octubre de 1999    | Kurt Biedenkopf                                                               | 2 de mayo de 2002       |                          | 11 años, 6 meses y 6 días |
| III (1999-2004) | Milbradt I     | 2.° |                          | Georg Milbradt                                                                | 2 de mayo de 2002       | 11 de noviembre de 2004  | 6 años, 1 mes y 16 días   |
| IV (2004-2009)  | Milbradt II    | 2.° | 11 de noviembre de 2004  | Georg Milbradt                                                                | 18 de junio de 2008     |                          | 6 años, 1 mes y 16 días   |
| IV (2004-2009)  | Tillich I      | 3.° |                          | Stanislaw Tillich                                                             | 18 de junio de 2008     | 30 de septiembre de 2009 | 9 años, 5 meses y 25 días |
| V (2009-2014)   | Tillich II     | 3.° | 30 de septiembre de 2009 | Stanislaw Tillich                                                             | 13 de noviembre de 2014 |                          | 9 años, 5 meses y 25 días |
| VI (2014-2019)  | Tillich III    | 3.° | 13 de noviembre de 2014  | Stanislaw Tillich                                                             | 13 de diciembre de 2017 |                          | 9 años, 5 meses y 25 días |
| VI (2014-2019)  | Kretschmer I   | 4.° |                          | Michael Kretschmer                                                            | 13 de diciembre de 2017 | 20 de diciembre de 2019  | 7 años, 7 meses y 24 días |
| VII (2019-2024) | Kretschmer II  | 4.° | 20 de diciembre de 2019  | Michael Kretschmer                                                            | 18 de diciembre de 2024 |                          | 7 años, 7 meses y 24 días |
| VIII (2024-)    | Kretschmer III | 4.° | 18 de diciembre de 2024  | Michael Kretschmer                                                            | En el cargo             |                          | 7 años, 7 meses y 24 días |

## Ministerios
|                                                   |                                     |                                                               |                                       |
| Partido político                                  |                                     | Unión Demócrata Cristiana de Alemania                         | Unión Demócrata Cristiana de Alemania |
| Partido político                                  | Partido Socialdemócrata de Alemania |                                                               |                                       |
| Ministro-Presidente                               |                                     |                                                               |                                       |
| Ministro-Presidente                               |                                     | Michael Kretschmer Desde 18 de diciembre de 2024              |                                       |
| Viceministra-Presidenta                           |                                     |                                                               |                                       |
| Viceministra-Presidenta                           |                                     | Petra Köpping Desde el 19 de diciembre de 2024                |                                       |
| Ministros                                         |                                     |                                                               |                                       |
| Interior                                          |                                     | Armin Schuster Desde el 19 de diciembre de 2024               |                                       |
| Finanzas                                          |                                     | Christian Piwarz Desde el 19 de diciembre de 2024             |                                       |
| Medio Ambiente y Agricultura                      |                                     | Georg-Ludwig von Breitenbuch Desde el 19 de diciembre de 2024 |                                       |
| Educación                                         |                                     | Conrad Clemens Desde el 19 de diciembre de 2024               |                                       |
| Asuntos Sociales, Sanidad y Cohesión Social       |                                     | Petra Köpping Desde el 19 de diciembre de 2024                |                                       |
| Infraestructura y Desarrollo Regional             |                                     | Regina Kraushaar Desde el 19 de diciembre de 2024             |                                       |
| Ciencia                                           |                                     | Sebastian Gemkow Desde el 19 de diciembre de 2024             |                                       |
| Economía, Trabajo, Energía y Protección del Clima |                                     | Dirk Panter Desde el 19 de diciembre de 2024                  |                                       |
| Cultura y Turismo                                 |                                     | Barbara Klepsch Desde el 19 de diciembre de 2024              |                                       |
| Justicia                                          |                                     | Constanze Geiert Desde el 19 de diciembre de 2024             |                                       |